# Zezé Motta
Maria José Motta de Oliveira (Campos dos Goytacazes, 27 de juny de 1944), coneguda com a Zezé Motta, és una actriu i cantant brasilera. És considerada una de les actrius afrobrasileres més importants i una destacada activista pels drets a favor de les minories al seu país.
L'any 2000 va rebre la condecoració de l'Orde del Mèrit Cultural de mans del govern brasiler.

## Biografia
Nascuda al nord-est de l'estat de Rio de Janeiro, la familia Motta es va traslladar a la capital carioca quan Zezé tenia dos anys. Zezé va créixer en un ambient familiar apassionat per l'art i la música. Va ser el seu pare qui va reconèixer el seu talent musical i la va animar a seguir la seva passió pel cant i la interpretació. Junts, van compondre cançons i actuaven en concerts nocturns, creant així un lligam especial amb la música des de molt jove. Tot i la seva passió per l'art, la seva mare no estava inicialment d'acord amb la seva carrera artística i preferia que es convertís en costurera com ella. Aquest desacord va generar tensions familiars, però la determinació i passió de Zezé per l'art van guanyar, i amb el temps, la seva mare va acabar acceptant la seva elecció de carrera.
Va assistir a l'escola de teatre O Tablado i va començar la seva carrera d'actriu l'any 1966, protagonitzant l'obra Roda-viva, de Chico Buarque. Altres obres en què va treballar inclouen Arena Canta Zumbi (1969), Orfeu Negro (1972) i Godspell (1974).
El 1976, va protagonitzar la pel·lícula Xica da Silva, dirigida per Cacá Diegues, el seu paper més aclamat. Aquesta interpretació va guanyar diversos premis i va consagrar-la com una de les actrius més brillants i admirades del cinema brasiler. Va catapultar la seva carrera com a actriu i li va obrir les portes a altres oportunitats, permetent-li ser reconeguda com una de les grans figures de la indústria cinematogràfica del Brasil. Al llarg de les dècades ha actuat en algunes de les telenovel·les i sèries de televisió més populars.
Motta havia començat la seva carrera de cantant el 1971 a les discoteques de São Paulo. Entre 1975 i 1979, va llançar tres LPs i tres àlbums més als anys vuitanta. Amb la seva veu poderosa i emotiva, va interpretar diversos estils musicals, des dels ritmes brasilers fins a les balades més emotives. Va participar en nombrosos concerts i festivals musicals, guanyant admiració i respecte per la seva autenticitat i passió en l'escenari. La seva música va ser aclamada per crítics i públic, consolidant la seva posició com una de les veus més importants de la música brasilera.
Més enllà de la seva carrera artística, Zezé Motta ha destacat com una important activista en la lluita contra el racisme i la discriminació. La seva militància en el Moviment Negre Unificat (MNU) ha estat clau en la seva tasca per denunciar les desigualtats i promoure la visibilitat dels artistes negres a la indústria de l'entreteniment. Zezé ha estat una veu valenta i compromesa en la defensa dels drets de les dones i en la promoció de la igualtat de gènere. La seva influència i llegat en la cultura brasilerenca són immensos.

## Obra

### Televisió
| Any     | Títol                         | Personatge                                | Notes                                                     |
| ------- | ----------------------------- | ----------------------------------------- | --------------------------------------------------------- |
| 1968    | Beto Rockfeller               | Maria José (Zezé)                         |                                                           |
| 1972    | A Patota                      | Zezinha                                   |                                                           |
| 1974    | Supermanoela                  | Doralice Veiga (Dora)                     |                                                           |
| 1976    | Duas Vidas                    | Jandira                                   |                                                           |
| 1978    | Ciranda Cirandinha            | Zoraide                                   | Episodi: "O Jardim Suspenso da Babilônia"                 |
| 1978    | Ciranda Cirandinha            | Mara                                      | Episodi: "O Momento da Decisão"                           |
| 1984    | Transas e Caretas             | Dorinha                                   |                                                           |
| 1984    | Corpo a Corpo                 | Sônia Nascimento Rangel                   |                                                           |
| 1987    | Armação Ilimitada             | Magda Escatológica                        | Episodi: "Uma Armação nas Estrelas"                       |
| 1987    | Helena                        | Malvina                                   |                                                           |
| 1989    | Pacto de Sangue               | Maria                                     |                                                           |
| 1989    | Kananga do Japão              | Lulu Kelly                                |                                                           |
| 1990    | Mãe de Santo (minisèrie)      | Ialorixá                                  |                                                           |
| 1992    | Você Decide                   | Juliana                                   | Episodi: "Prova Final"                                    |
| 1993    | Você Decide                   | Zenaide                                   | Episodi: "Em Nome do Pai"                                 |
| 1994    | Memorial de Maria Moura       | Rubina                                    |                                                           |
| 1994    | Você Decide                   | Juliana                                   | Episodi: "Matriz e Filial"                                |
| 1995    | A Próxima Vítima              | Fátima Noronha                            |                                                           |
| 1996    | Xica da Silva                 | Maria da Silva                            | Episodi: "17 de setembro"                                 |
| 1997    | Xica da Silva                 | Xica da Silva (vella)                     | Episodi: "11 de agosto"                                   |
| 1998    | Corpo Dourado                 | Liana                                     |                                                           |
| 1999    | Chiquinha Gonzaga (minisèrie) | Conceição                                 |                                                           |
| 1999    | Você Decide                   | N/D                                       | Episodi: "E o Circo Chegou"                               |
| 2000    | Esplendor                     | Irene                                     |                                                           |
| 2000    | Almeida Garret                | Rosa Maria Lima                           | Episodis: "O Levantar do Esplendor" i "O Levantar da Voz" |
| 2001    | Porto dos Milagres            | Mãe Ricardina                             |                                                           |
| 2002    | O Beijo do Vampiro            | Nadir                                     |                                                           |
| 2004    | Metamorphoses                 | Prazeres da Anunciação                    |                                                           |
| 2005    | Floribella                    | Cristina Ramos Garcia (Titina)            |                                                           |
| 2006    | Sinhá Moça                    | Virgínia (Bá)                             |                                                           |
| 2007    | Luz do Sol                    | Odete Lustosa                             |                                                           |
| 2009    | Cinquentinha                  | Janaína (Naná)                            |                                                           |
| 2011    | Rebelde                       | Dalva Alves (Dadá)                        |                                                           |
| 2013    | Copa Hotel                    | Adele                                     |                                                           |
| 2013    | O Canto da Sereia             | Tia Celeste                               |                                                           |
| 2014    | A Grande Família              | Elaine de Oliveira (Globeleza)            | Episodi: "Mãe de Fases"                                   |
| 2014    | Boogie Oogie                  | Sebastiana Marques                        |                                                           |
| 2016    | Escrava Mãe                   | Tia Joaquina                              |                                                           |
| 2016    | Condomínio Jaqueline          | Maria Helena                              |                                                           |
| 2016–20 | 3%                            | Conselheira Nair                          | Temporades 1–4                                            |
| 2017    | Ouro Verde                    | Dona Nénem                                |                                                           |
| 2017    | Sob Pressão                   | Dona Apolônia                             | Episodi: "22 de agosto"                                   |
| 2017    | O Outro Lado do Paraíso       | Otacília Formiga (Grande Mãe do Quilombo) |                                                           |
| 2018    | Zorra                         | Ella mateixa                              | Episodi: "24 de novembro"                                 |
| 2019    | Tá no Ar: a TV na TV          | Ella mateixa                              |                                                           |
| 2019    | Mulheres Fantásticas          | Narradora                                 | Episodi: "Carolina de Jesus"                              |
| 2019    | Juntos a Magia Acontece       | Neusa Santos                              | Especial Cap d'any                                        |
| 2019    | Detetives do Prédio Azul      | Rainha Petúnia                            | Episodi: "Prima Petúnia"                                  |
| 2020    | Salve-se Quem Puder           | Neusa Gomes                               | Episodi: "27 de março"                                    |
| 2021    | Falas da Vida                 | Mediadora                                 | Especial Cap d'any                                        |
| 2023    | Fuzuê                         | Rosa Maria dos Santos (Dama de Ouro)      |                                                           |

### Cinema
| Any  | Títol                                             | Personatge                | Notes                         |
| ---- | ------------------------------------------------- | ------------------------- | ----------------------------- |
| 1970 | Cleo e Daniel                                     | Clienta del Bar Viajantes |                               |
| 1970 | Em Cada Coração um Punhal                         | Futbolista                | Segment: "Transplante de Mãe" |
| 1973 | Vai Trabalhar Vagabundo                           |                           |                               |
| 1973 | Missa do Galo                                     | Assistenta domèstica      | Curtmetratge                  |
| 1974 | A Rainha Diaba                                    | Parella de Bigode         |                               |
| 1974 | Um Varão Entre as Mulheres                        | Assistenta domèstica      |                               |
| 1974 | Banana Mecânica                                   | Marilda                   |                               |
| 1976 | Xica da Silva                                     | Xica da Silva             |                               |
| 1977 | A Força do Xangô                                  | Estrela                   |                               |
| 1977 | Cordão de Ouro                                    | Dandara                   |                               |
| 1977 | Ouro Sangrento                                    | Empregada                 |                               |
| 1978 | Tudo Bem                                          | Zezé                      |                               |
| 1978 | Se Segura, Malandro!                              |                           |                               |
| 1984 | Águia na Cabeça                                   | Maria das Graças          |                               |
| 1984 | Para Viver um Grande Amor                         | Maria                     |                               |
| 1984 | Quilombo                                          | Dandara                   |                               |
| 1987 | Jubiabá                                           | Rosenda                   |                               |
| 1987 | Sonhos de Menina Moça                             | Vicky                     |                               |
| 1987 | Anjos da Noite                                    | Malu                      |                               |
| 1988 | Natal da Portela                                  | Maria Elisa               |                               |
| 1988 | Mestizo                                           | Cruz Guaregua             |                               |
| 1988 | Prisoner of Rio                                   | Rita                      |                               |
| 1989 | Dias Melhores Virão                               | Dalila                    |                               |
| 1989 | La Sireneta                                       | Úrsula                    | Veu                           |
| 1990 | O Gato de Botas Extraterrestre                    | Mulher Corvo              |                               |
| 1992 | A Serpente                                        | Crioula                   |                               |
| 1996 | Tieta do Agreste                                  | Carmosina (Carmô)         |                               |
| 1997 | O Testamento do Senhor Napumoceno da Silva Araújo | Eduarda                   |                               |
| 1999 | Orfeu                                             | Conceição                 |                               |
| 2000 | Cronicamente Inviável                             | Ada                       |                               |
| 2001 | A Negação do Brasil                               | Ella mateixa              |                               |
| 2002 | Viva Sapato!                                      | Passatgera a l'avió       |                               |
| 2002 | Xuxa e os Duendes 2 - No caminho das Fadas        | Fada Kálix                |                               |
| 2003 | Saudade - Sehnsucht                               | Mare de Miguel            |                               |
| 2003 | Carolina                                          | Carolina                  | Curtmetratges                 |
| 2004 | O Moleque                                         | Zezé                      | Curtmetratges                 |
| 2004 | A Idade do Homem                                  | Dona                      | Curtmetratges                 |
| 2004 | Xuxa e o Tesouro da Cidade Perdida                | Aurora Hipólito           |                               |
| 2005 | Quanto Vale Ou É Por Quilo?                       | Joana Maria da Conceição  |                               |
| 2006 | O Amigo Invisível                                 | Tia Elisinha              |                               |
| 2006 | Cobrador: In God We Trust                         | Secretària                |                               |
| 2006 | Kinshasa Palace                                   |                           |                               |
| 2006 | A Ilha dos Escravos                               | Júlia                     |                               |
| 2007 | Deserto Feliz                                     | Dona Vaga                 |                               |
| 2009 | Xuxa em O Mistério de Feiurinha                   | Jerusa                    |                               |
| 2010 | Bróder                                            | Dona Meire                |                               |
| 2010 | Bom Dia, Eternidade                               | Odete                     |                               |
| 2012 | Gonzaga - De Pai pra Filho                        | Priscila                  |                               |
| 2014 | Irmã Dulce                                        | Mãe Menininha do Gantois  |                               |
| 2014 | O Lucro Acima de Tudo                             | Célia                     |                               |
| 2017 | A Comédia Divina                                  | Déu                       |                               |
| 2017 | Cora Coralina - Todas as Vidas                    | Narradora                 | Documental                    |
| 2018 | O Nó do Diabo                                     | Afi                       |                               |
| 2019 | Eu Sou Brasileiro                                 | Directora Sônia           |                               |
| 2020 | M8 - Quando a Morte Socorre a Vida                | Ilza                      |                               |
| 2021 | 4 x 100 - Correndo por um Sonho                   | Dr. Bruna                 |                               |
| 2021 | Doutor Gama                                       | Francisca                 |                               |
| 2021 | Mise en Scène: a Artesania do Artista             | Ella mateixa              | Documental                    |
| 2021 | Galeria Futuro                                    | Sula                      |                               |
| 2021 | Intervenção: É Proibido Morrer                    | Socorro                   |                               |
| 2022 | Alemão 2                                          | Dona Ivone                |                               |
| 2022 | Na Rédea Curta                                    | Voinha                    |                               |

### Teatre
Font: Enciclopédia Itaú Cultural
- 1968 - Roda Viva
- 1968 - A Moreninha
- 1969 - Hamlet
- 1969 - A vida escrachada de Joana Martine e Baby Stompanato
- 1970 - Arena Conta Bolívar
- 1972 - Um Grito de Liberdade
- 1974 - Godspell
- 1973 - Orfeu Negro
- 1976 - A Rainha Morta
- 1988 - A Causa da Liberdade
- 1999 - Abre Alas
- 2007 - 7 - O Musical
- 2015 - Intocáveis

### Discografia
- Gerson Conrad & Zezé Motta (1975) LP/CD
- Zezé Motta (Prazer, Zezé) (1978) LP/CD
- Negritude (1979) LP/CD
- Anunciação / Negritude (1980) Compace
- Dengo (1980) LP/CD
- O Nosso Amor / Três Travestis (1982) Compacte
- Frágil Força (1984) LP
- Quarteto Negro (Com Paulo Moura, Djalma Correia e Jorge Degas) (1987) LP/CD
- La Femme Enchantée (1987) DVD
- A Chave dos Segredos (1995) CD
- Divina Saudade (2000) CD
- E-Collection Sucessos + Raridades (2001) 2 CDS
- Negra Melodia (2011) CD
- O Samba Mandou Me Chamar (2018) CD